# Eurya leptophylla
Eurya leptophylla är en tvåhjärtbladig växtart som beskrevs av Bunzo Hayata. Eurya leptophylla ingår i släktet Eurya och familjen Pentaphylacaceae. Inga underarter finns listade i Catalogue of Life.